# Cristianismo moderado
El cristianismo moderado es un movimiento  teológico en cristianismo que busca tomar decisiones basadas en sabiduría espiritual.

## Origen
La moderación en cristianismo tiene su origen en la espiritual sabiduría que se aborda en la Epístola de Santiago en el capítulo 3 versículo 17. En la primera epístola a Timoteo, capítulo 3 versículo 2, la moderación también se llama templanza y es una característica requerida para ser obispo en la Iglesia.

## Características
La teología moderada se caracteriza por su preocupación por traer esperanza, por incluir la diversidad cultural y la colaboración creativa, no ser fundamentalista o  liberal, y evita extremismo en sus decisiones.

## Catolicismo
El catolicismo moderado se hizo visible principalmente en el siglo XVIII, con grupos católicos que tomaron posiciones más moderadas, como el apoyo al ecumenismo y las reformas litúrgicas. Estos moderados también están abrumadoramente a favor de la autonomía del estado y la independencia de la doctrina de la Iglesia del estado. Después del Concilio Vaticano II, los católicos moderados se distanciaron del catolicismo tradicionalista.

## Cristianismo evangélico
O cristianismo evangélico moderado surgió en la década de 1940 en los Estados Unidos en respuesta al movimiento fundamentalista de la década de 1910. El Seminario Teológico Fuller, fundado en Pasadena, California en 1947, ha tenido una influencia considerable en el movimiento. A finales de la década de 1940, los teólogos evangélicos del Seminario defendieron la importancia cristiana del activismo social.  El estudio de la Biblia estaba acompañado de ciertas disciplinas tales como hermenéutica bíblica, exégesis bíblica y apologética.  Los teólogos moderados se han vuelto más presentes en colegios bíblicos y se han adoptado posiciones teológicas más moderadas en las iglesias evangélicas.